# Hedgewars
Hedgewars ist ein freies, plattformunabhängiges Strategie-Artillery-Spiel.

## Spielprinzip
Es treten rosafarbene Igel gegeneinander an mit dem Ziel alle gegnerischen Spielfiguren auszuschalten, bevor dies dem Gegner gelingt. Hierfür stehen eine Reihe von Waffen zur Auswahl, die neben eher klassischen Vertretern des Genres, beispielsweise Bazooka, Handgranaten oder Gewehren, auch absurdere Formen, wie beispielsweise zu Bomben umfunktionierte Wassermelonen oder explodierende Torten, umfassen.
Die einzelnen Gefechte werden rundenbasiert auf einer zweidimensionalen in der Regel zerstörbaren Karte ausgetragen, die eine Insel oder Höhle repräsentiert und von Wasser unterspült ist. Ein Spieler hat verloren, sobald alle seine Igel getötet wurden oder ins Wasser gefallen sind. Die jeweils verfügbaren Waffen werden durch die vor Spielbeginn getätigten Einstellungen festgelegt. Weitere Gegenstände werden im Spielverlauf in der Form von Kisten abgeworfen, die dann unter anderem von den Igeln eingesammelt werden können.
Gespielt werden kann alleine oder im Team am lokalen Computer oder auch über ein lokales Netzwerk oder das Internet. Freie Plätze unter den bis zu acht Mannschaften umfassenden Teilnehmern können leer gelassen oder mit vom Computer gesteuerten Igeln besetzt werden. Ein kostenlos zur Verfügung gestellter zentraler Server dient als Kommunikationsplattform und zur Vermittlung von Spielen über das Internet.

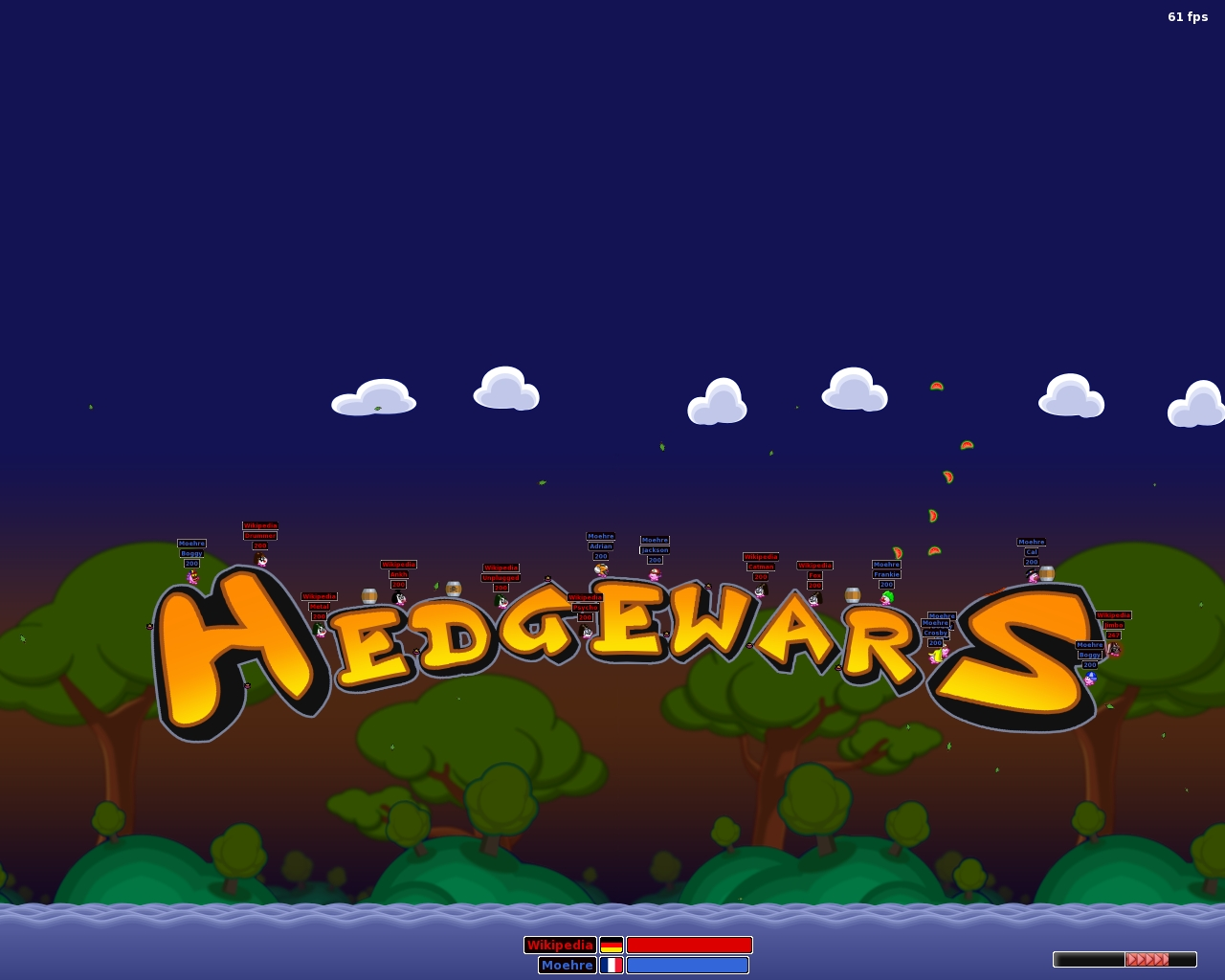
Das Spielfeld am Anfang des Spiels
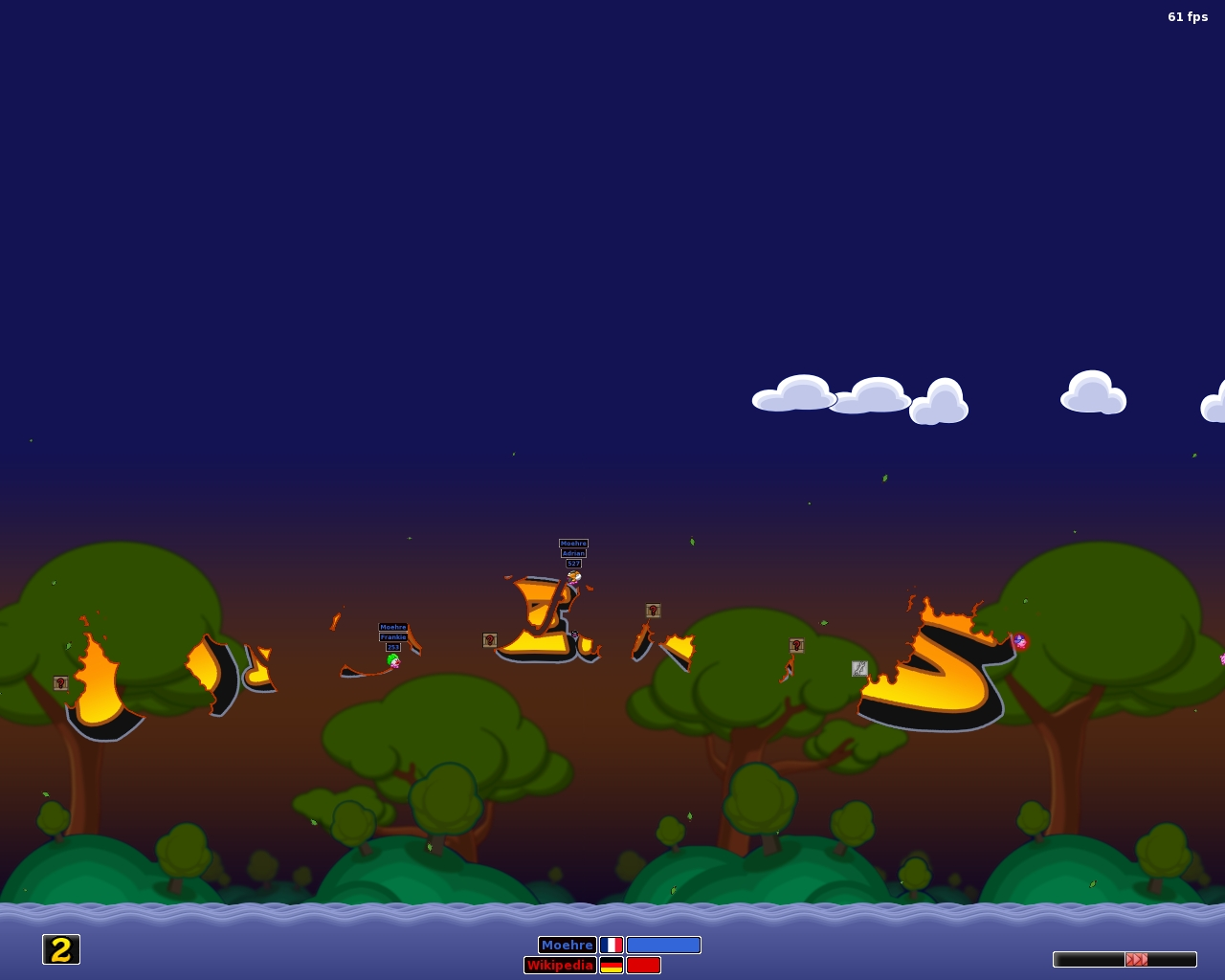
Das zerstörte Spielfeld gegen Ende der Spielrunde
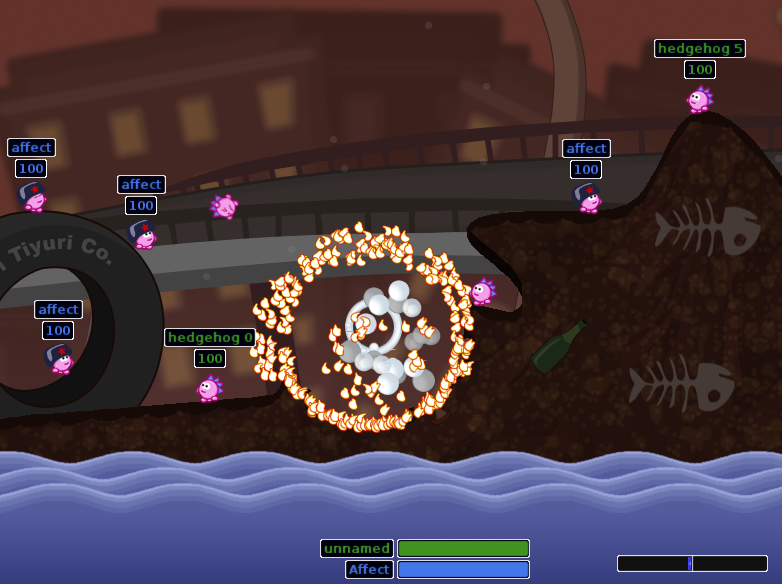
Hedgewars im Detail
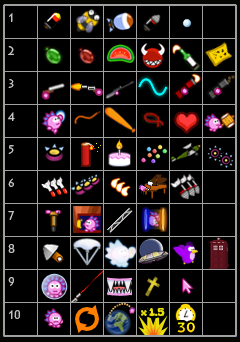
Verfügbares Waffenarsenal im Spiel

## Anpassungsmöglichkeiten
Jeder Spieler kann sich eine eigene, angepasste Mannschaft an Igeln zusammenstellen. Neben den für getötete Igel aufgestellten Grabsteinen lassen sich auch deren Stimmen und Namen verändern. Weiterhin kann für jeden Igel ein spezieller Hut gewählt werden, den dieser dann einen Großteil der jeweiligen Partie trägt.
Das Spiel lässt sich zudem um weitere Karten, Motive (für zufällig erstellte Karten verwendete Muster und Dekorationselemente), Stimmpakete und Hüte erweitern. Diese können auch im Mehrspielermodus eingesetzt werden, sofern alle beteiligten Spieler die neuen beziehungsweise geänderten Dateien erhalten haben. Ab Version 0.9.15 kann jeder Spieler auch seine eigenen Karten ganz simpel im Spielmenü zeichnen.

## Entwicklung
Für die Entwicklung von Hedgewars wurde eine Vielzahl verschiedener Programmiersprachen und Bibliotheken eingesetzt, wobei sich deren Einsatz jeweils auf ein bestimmtes Teilgebiet des Projekts beschränkt:
- Free Pascal für das eigentliche Spiel
- C++ für die gesamte Oberfläche außerhalb des Spiels
- Haskell für den optional zu verwendenden Spielserver

Neben jeweils in den einzelnen Sprachen bereits integrierten Bibliotheken kommen zusätzlich Qt, SDL, OpenGL und Lua zum Einsatz.

## Systemanforderungen
Die jeweils notwendigen Systemanforderungen können abhängig von der jeweils verwendeten Plattform, beispielsweise vom Betriebssystem und anderen Komponenten, stark variieren.
Zwingend erforderlich ist jedoch eine Grafikkarte, die Hardwarebeschleunigung für OpenGL zur Verfügung stellt. Zudem ermöglicht ein Modus für reduzierte Grafikdetails, das Spiel auch auf schwächeren Systemen, beispielsweise ältere Netbooks, auszuführen.

## Rezeption
Für EasyLinux ist der grafische Stil einfallsreich und sehenswert. Die Themenvielfalt sei hoch und der Comicstil gelungen. Die Musik wirke passend und die Soundeffekte unterstreichen den Humor des Spiels. Das Gameplay der klassischen Worms Spiele der 2D-Ära werde zurückgebracht. Kenner der Serie würden sich schnell zurechtfinden.